# Gareth Bale
 Der er for få eller ingen kildehenvisninger i denne artikel, hvilket er et problem. Du kan hjælpe ved at angive troværdige kilder til de påstande, som fremføres i artiklen.

Gareth Frank Bale (født 16. juli 1989 i Cardiff, Wales) er en walisisk tidligere professionel fodboldspiller, der senest spillede for den amerikanske klub Los Angeles FC.
Bale blev i år 2013 kåret som årets spiller i Barclays Premier League, efter sine præstationer i ligaen for Tottenham. 
Gareth Bale blev i sommer-transfervinduet 2013 solgt fra engelske Tottenham Hotspurs til spanske Real Madrid C.F for omkring 100 millioner euro. (750 millioner kr.), hvilket betød, at han dengang var verdens dyreste fodboldspiller. Denne plads indtages nu (2017) af Neymar, der  blev solgt til PSG for €222 millioner.
Gareth Bale har vundet Champions League fem gange med Real Madrid C.F (2014, 2016, 2017, 2018 2022), hvor han i første finale scorede målet til 2-1 mod Atletico Madrid, mens han i 2018-finalen blev skiftet ind i 61. minut og blev matchvinder med to mål i 3-1-sejren over Liverpool FC.